# Antonio del Pollaiuolo

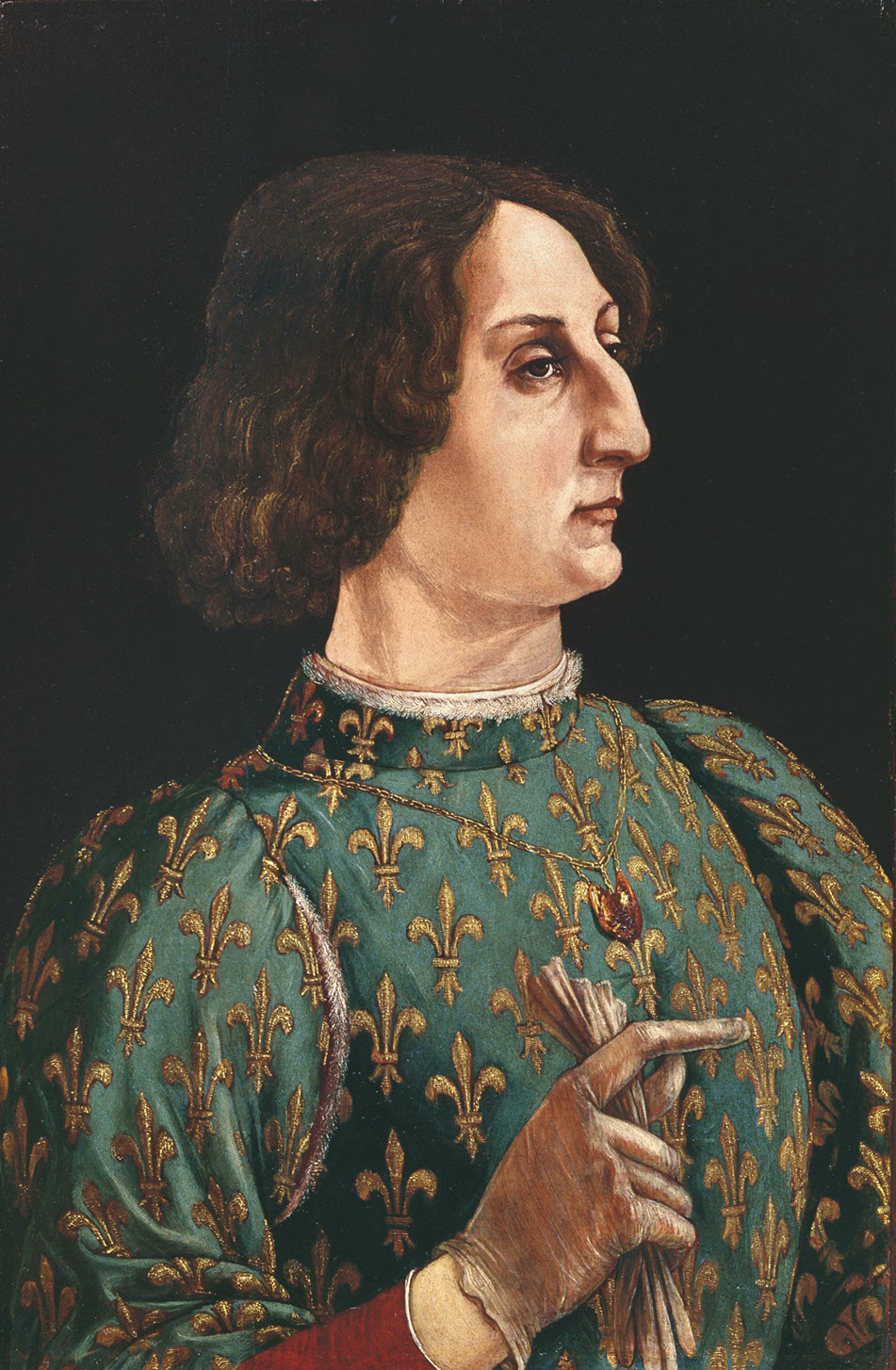
Portretul lui Galeazzo Maria Sforza de
Antonio del Pollaiuolo

Antonio del Pollaiuolo, cunoscut și ca Antonio del Pollaiolo, Antonio Benci sau cu numele său complet Piero di Jacopo d'Antonio Benci (n. 17 ianuarie 1429, Florența, Republica Florentină – d. 4 februarie 1498, Roma, Statele Papale) a fost un pictor, sculptor și orfevru (aurar) italian.
Este creditat  cum că ar fi autorul sculpturilor reprezentându-i pe Romulus și Remus, care au fost adăugate la statuia lupoaicei din Roma (Lupa Capitolina) în timpul Renașterii, spre a ilustra legenda întemeierii Romei.